# Montecarlo (Italia)
Montecarlo (informalmente Montecarlo di Lucca) è un comune italiano di 4 405 abitanti della provincia di Lucca in Toscana.

## Geografia fisica
Montecarlo è situata a 162 m d'altitudine, su un colle che domina la pianura circostante, a cavallo tra la Lucchesia e la Valdinievole. Questi territori, di recente intensa urbanizzazione, presentano caratteristiche geomorfologiche  diverse: la Lucchesia, integralmente irrigua in pianura, in cui prevale la coltura del mais; la Valdinievole, punteggiata di serre per la coltivazione dei fiori.
Il colle di Montecarlo è coltivato a viti e ulivi, e vi si producono un olio e vini DOP: il Montecarlo bianco e il rosso di Montecarlo.
Il suo territorio è attraversato dalla "Strada del vino e dell'olio di Lucca, Montecarlo e Versilia", percorso enoturistico istituito nel 1999.
Tra le frazioni del comune vi è San Giuseppe, situata a circa 2 km da Montecarlo, a un'altezza di circa 100 metri s.l.m. e  che conta circa 650 abitanti. Le altre frazioni sono: San Salvatore (rivolta verso la Valdinievole e attraversata dalla linea ferroviaria Lucca-Firenze, con stazione denominata appunto Montecarlo-San Salvatore), Turchetto e Gossi (toponimi antichi ma di recente urbanizzazione), Luciani, Micheloni, e infine San Piero in Campo, dove a memoria dell'antico borgo medioevale, distrutto in una delle tante e sanguinose guerre combattute in questi luoghi, si erge la pieve omonima recentemente restaurata.

### Clima
Dati dal Settore Idrologico e Geologico Regionale della Toscana
| Montecarlo         | Gen  | Feb  | Mar  | Apr  | Mag  | Giu  | Lug  | Ago  | Set  | Ott  | Nov  | Dic  |
| ------------------ | ---- | ---- | ---- | ---- | ---- | ---- | ---- | ---- | ---- | ---- | ---- | ---- |
| T. max. media (°C) | 10,9 | 11,8 | 15,0 | 18,6 | 23,2 | 27,4 | 30,7 | 31,2 | 27,0 | 21,4 | 15,7 | 11,9 |
| T. min. media (°C) | 2,0  | 2,7  | 4,9  | 7,7  | 11,3 | 14,6 | 17,5 | 17,6 | 14,4 | 10,1 | 6,0  | 2,9  |

## Storia
Il nucleo originario di Montecarlo era il borgo di Vivinaia, antica proprietà dei duchi della Tuscia, che sorgeva alle pendici del colle. Nel 1331 il paese fu devastato dai fiorentini e le autorità lucchesi decisero di rifondare il borgo sulla sommità del colle del Cerruglio, dove sorgeva la fortezza omonima. Nel 1333 il nuovo borgo prese il nome di Montecarlo in onore del futuro imperatore Carlo IV di Lussemburgo, che aveva aiutato Lucca a liberarsi dall'occupazione pisana.
La fortezza del Cerruglio ebbe un ruolo strategico nelle guerre del XIV secolo tra Lucca, Pisa e Firenze e fu da quella rocca che Castruccio Castracani, signore di Lucca, diresse le sue truppe portandole alla vittoria nella battaglia di Altopascio del 1325. La fortezza fu ampliata prima da Paolo Guinigi, signore di Lucca, e successivamente dai fiorentini, specialmente dal governo granducale che, dal 1437, ebbe definitivamente Montecarlo sotto il proprio controllo.

### Simboli
Lo stemma è stato concesso con decreto del presidente della Repubblica del 22 novembre 1984:
Il gonfalone, concesso con lo stesso atto, è un:
È in uso anche una bandiera civica, consistente in un drappo azzurro con quattro segmenti di catena d’argento moventi dagli angoli e uniti al centro da un anello caricato dal leopardo illeonito d’oro, impugnante con la zampa destra la spada d’argento, posta in palo.

## Monumenti e luoghi d'interesse
- Chiesa di Sant'Andrea
- Pieve di San Piero in Campo
- Fortezza del Cerruglio
- Teatro dei Rassicurati
- Le mura
- Istituto Pellegrini Carmignani, già Monastero delle suore Clarisse
- Chiesa di Sant'Anna

## Società

### Evoluzione demografica
Abitanti censiti

### Etnie e minoranze straniere
Secondo i dati ISTAT al 31 dicembre 2009 la popolazione straniera era di 431 persone (226 maschi e 205 femmine).

## Amministrazione
- Diffusività atmosferica: bassa, Ibimet CNR 2002

Di seguito è presentata una tabella relativa alle amministrazioni che si sono succedute in questo comune.
| Periodo          | Periodo        | Primo cittadino   | Partito                                      | Carica  | Note  |
| ---------------- | -------------- | ----------------- | -------------------------------------------- | ------- | ----- |
| 18 dicembre 1986 | 21 maggio 1990 | Lio Carrara       | Partito Comunista Italiano                   | Sindaco | [ 9 ] |
| 12 giugno 1990   | 2 luglio 1992  | Nicoletta Bassini | Democrazia Cristiana                         | Sindaco | [ 9 ] |
| 8 luglio 1992    | 29 marzo 1995  | Ugo Lunardi       | Democrazia Cristiana                         | Sindaco | [ 9 ] |
| 24 aprile 1995   | 14 giugno 1999 | Nicola Poleschi   | centro-sinistra                              | Sindaco | [ 9 ] |
| 14 giugno 1999   | 14 giugno 2004 | Giuseppe Pieretti | centro-destra                                | Sindaco | [ 9 ] |
| 14 giugno 2004   | 8 giugno 2009  | Giuseppe Pieretti | centro-destra                                | Sindaco | [ 9 ] |
| 8 giugno 2009    | 26 maggio 2014 | Vittorio Fantozzi | centro-destra                                | Sindaco | [ 9 ] |
| 26 maggio 2014   | 27 maggio 2019 | Vittorio Fantozzi | lista civica Solidarietà ambiente tradizione | Sindaco | [ 9 ] |
| 27 maggio 2019   | 9 giugno 2024  | Federico Carrara  | lista civica Per Montecarlo                  | Sindaco | [ 9 ] |
| 9 giugno 2024    | in carica      | Marzia Bassini    | lista civica Per Montecarlo                  | Sindaco | [ 9 ] |

### Gemellaggi
- Althen-des-Paluds, dal 2003[10]
- Karlštejn, dal 2002[10]
- Mylau, dal 2006[10]

## Sport
Montecarlo presenta una squadra di pallamano che milita nel campionato di serie B, e conta con più di 100 tesserati, la A.S.D. Pallamano Montecarlo.
Nella stagione 2009/10 la squadra ha conquistato la vittoria del campionato di serie C. In ambito calcistico Montecarlo è rappresentato dalla squadra A.S. San Salvatore Montecarlo 2003, con sede nella vicina frazione di San Salvatore, militante nel campionato provinciale di Terza Categoria Lucca (attualmente la formazione è collocata nel girone A). Un'altra compagine calcistica del posto, il Montecarlo 2017, milita nella Quarta Serie del campionato AICS Amatori della provincia di Lucca.
È presente, inoltre, una squadra ciclistica chiamata "U.S.D Montecarlo Ciclismo", che milita nelle Categorie Giovanissimi, Esordienti ed Allievi.

## Galleria d'immagini

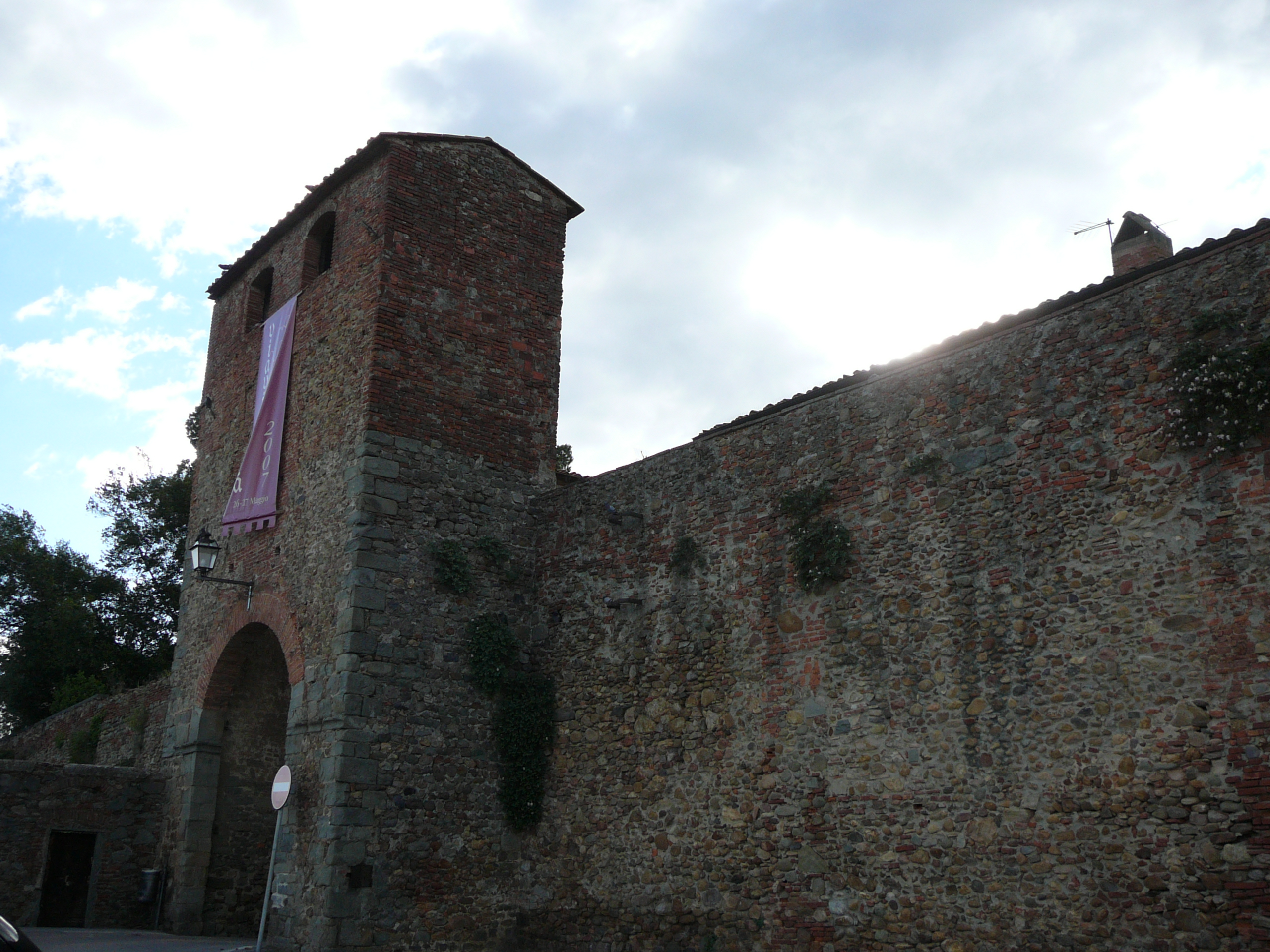
Porta nuova
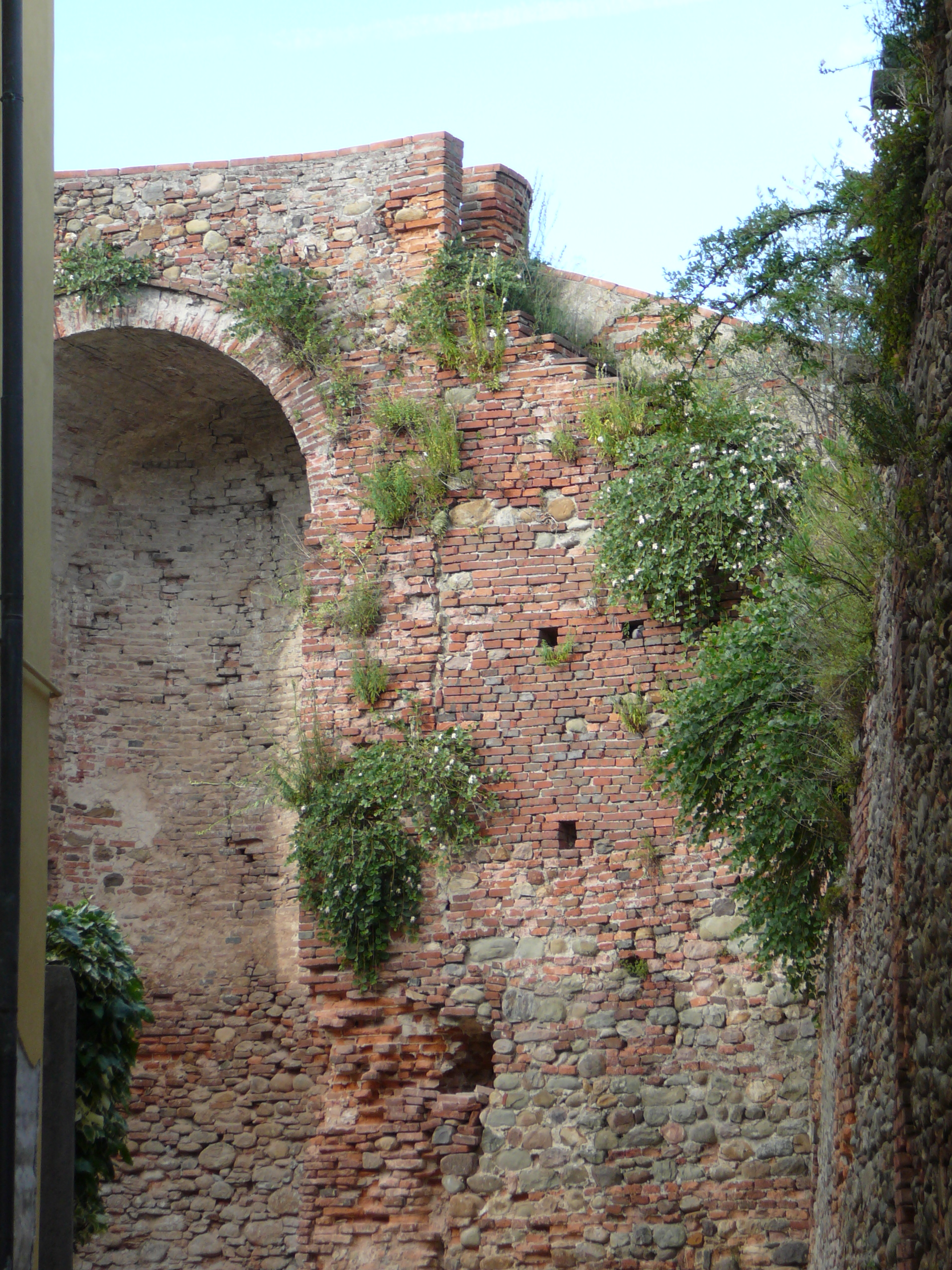
Le mura
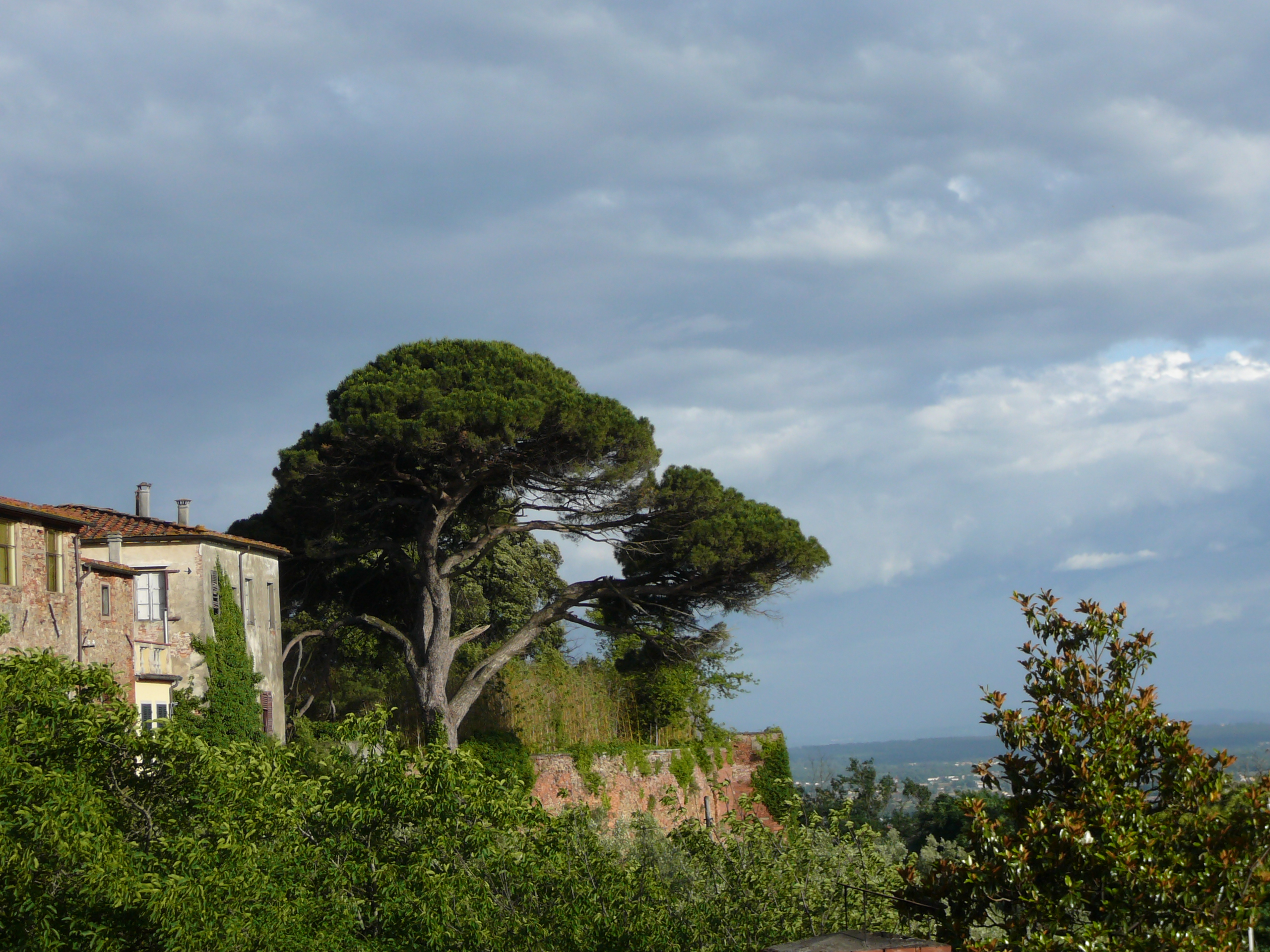
Uno scorcio
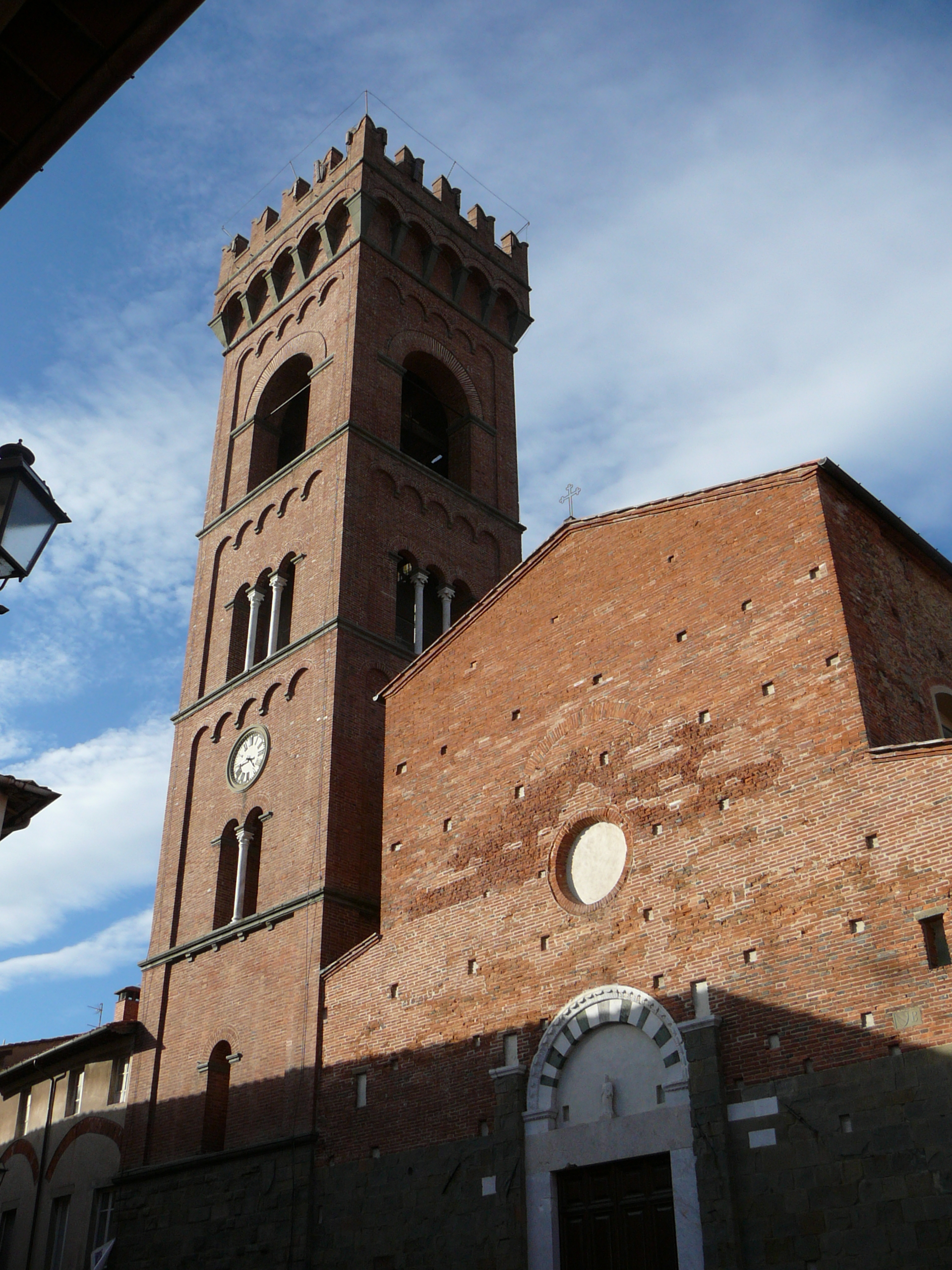
Chiesa Collegiata di sant'Andrea
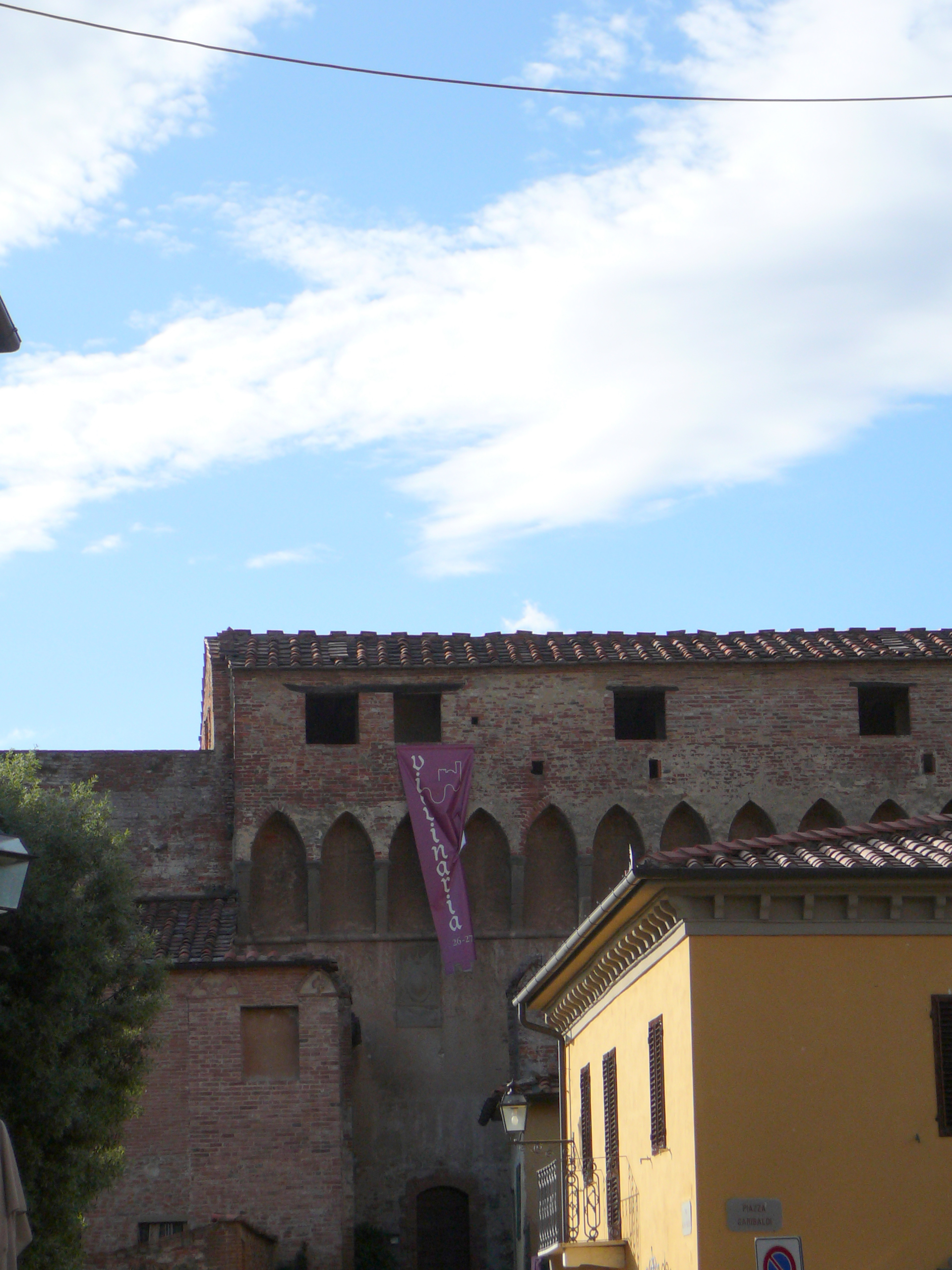
La rocca del Cerruglio
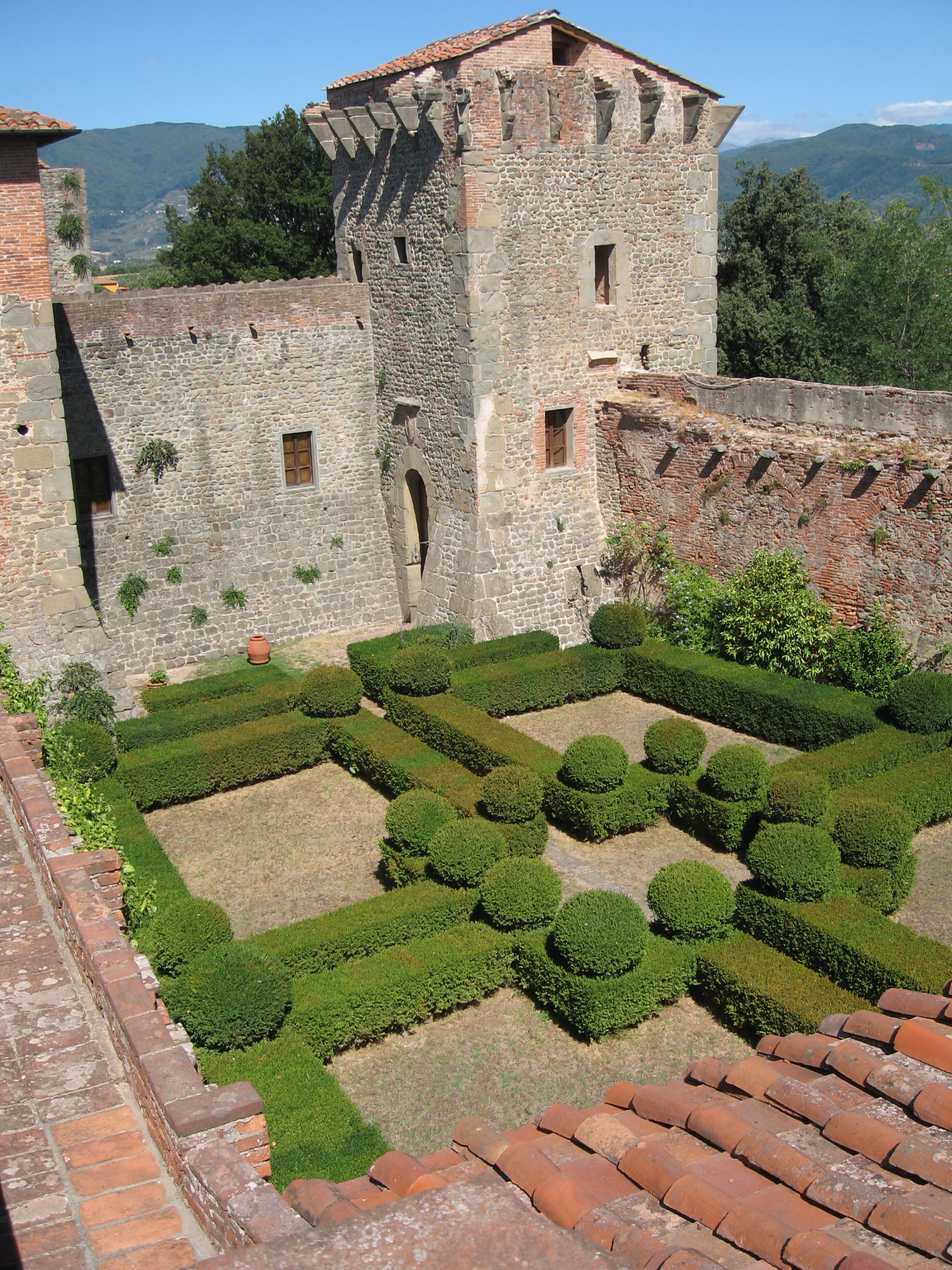
Il Castello
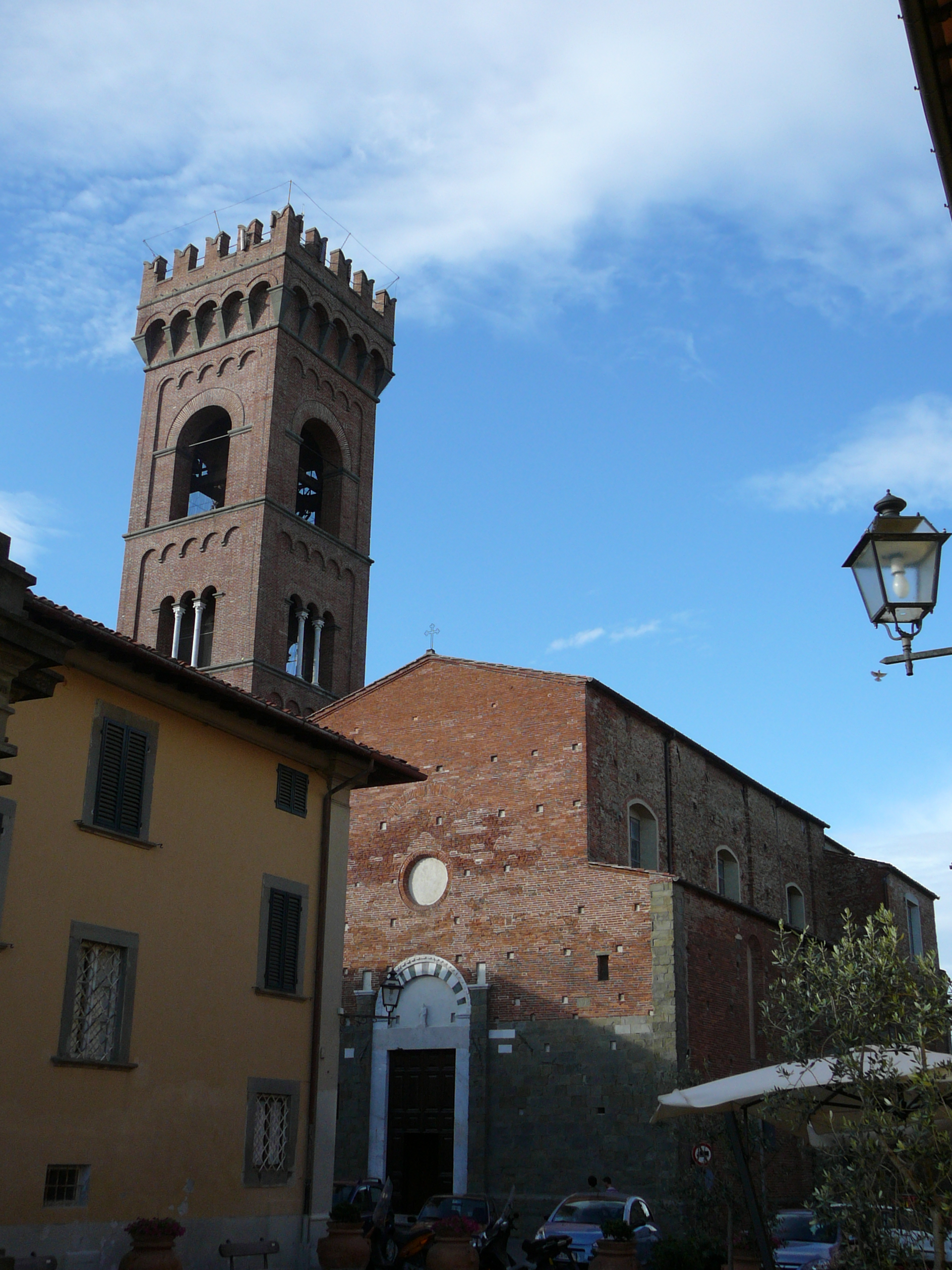
Montecarlo La chiesa di Sant'Andrea
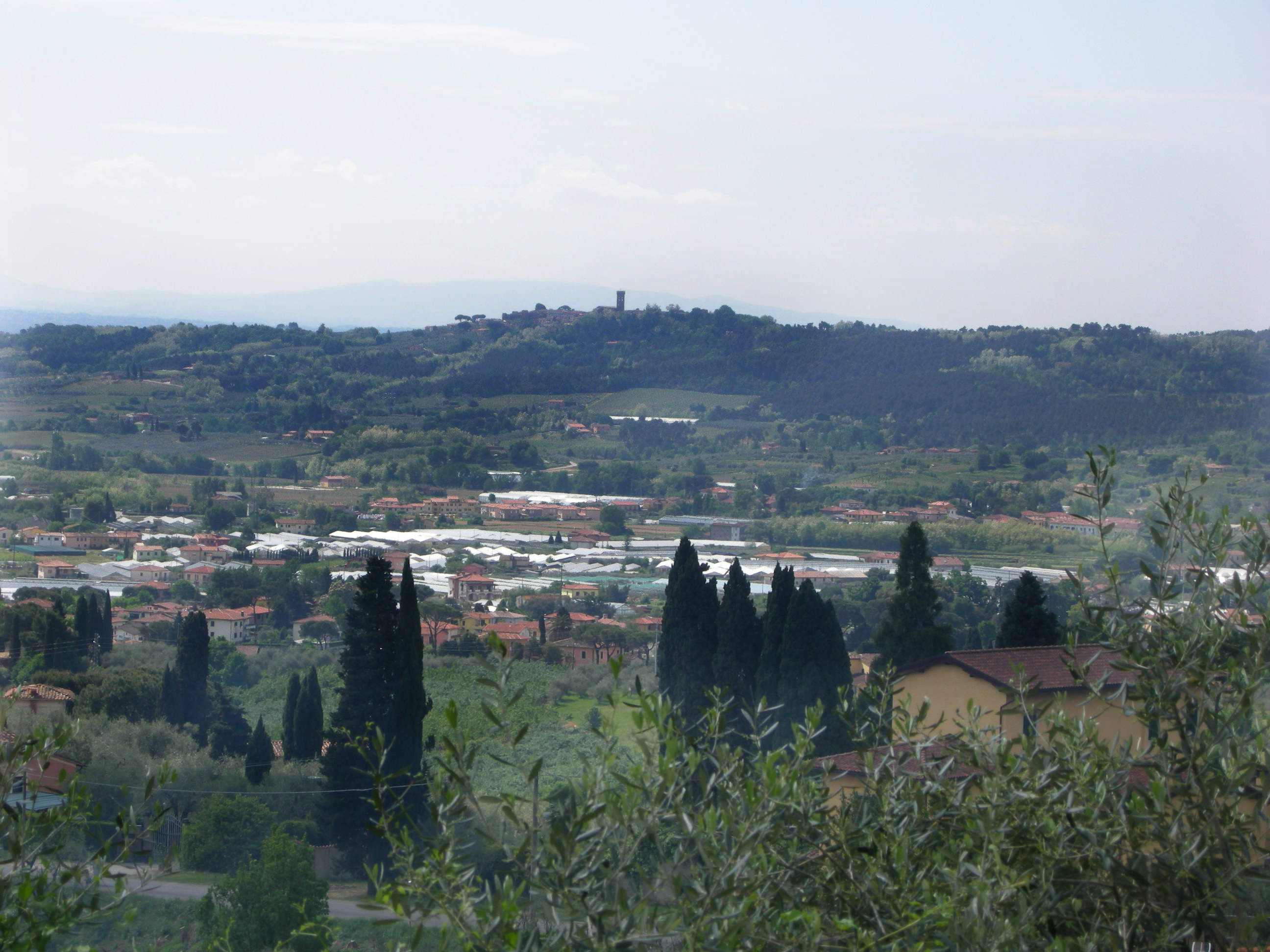
Montecarlo visto da Pescia
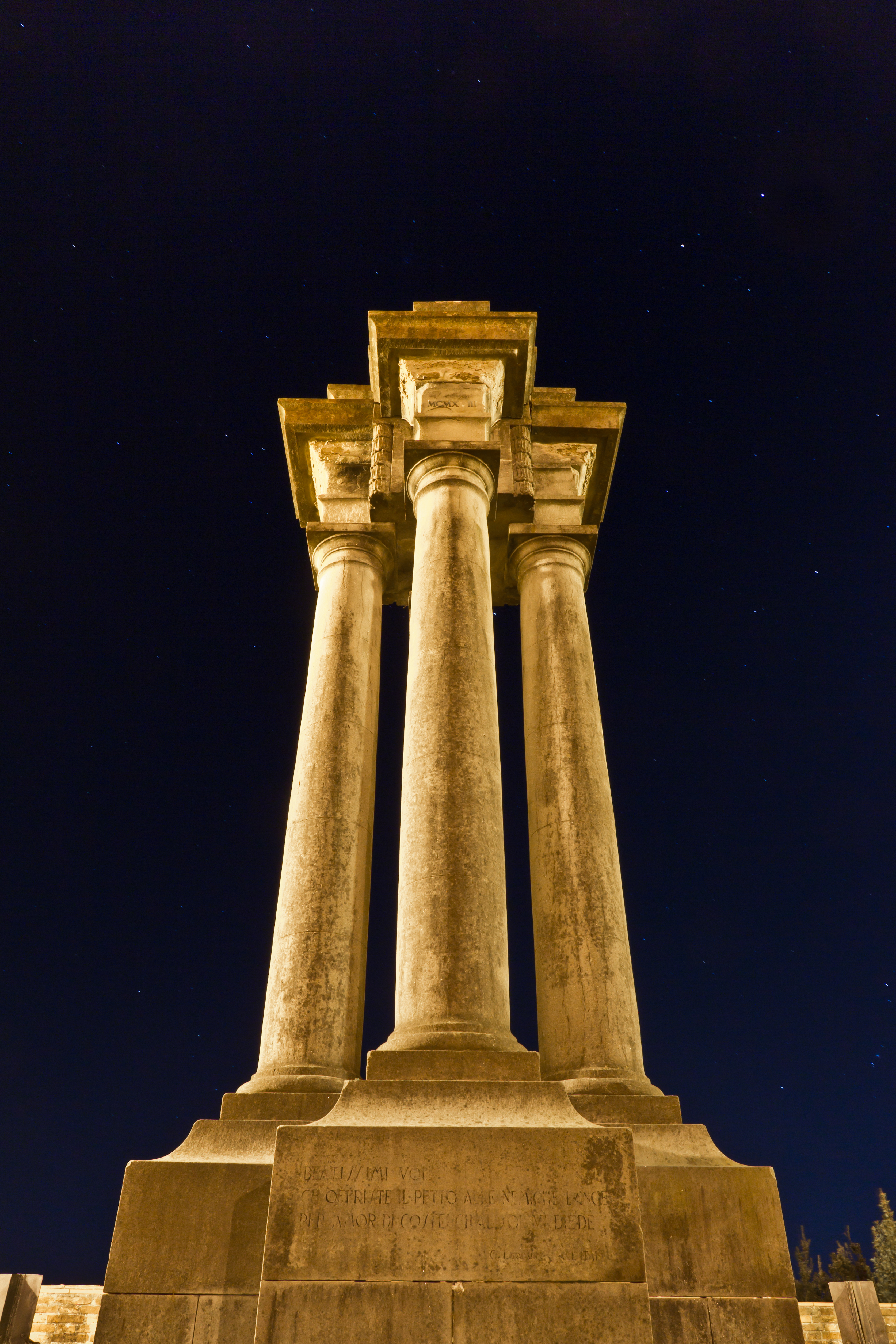
Monumento ai Caduti
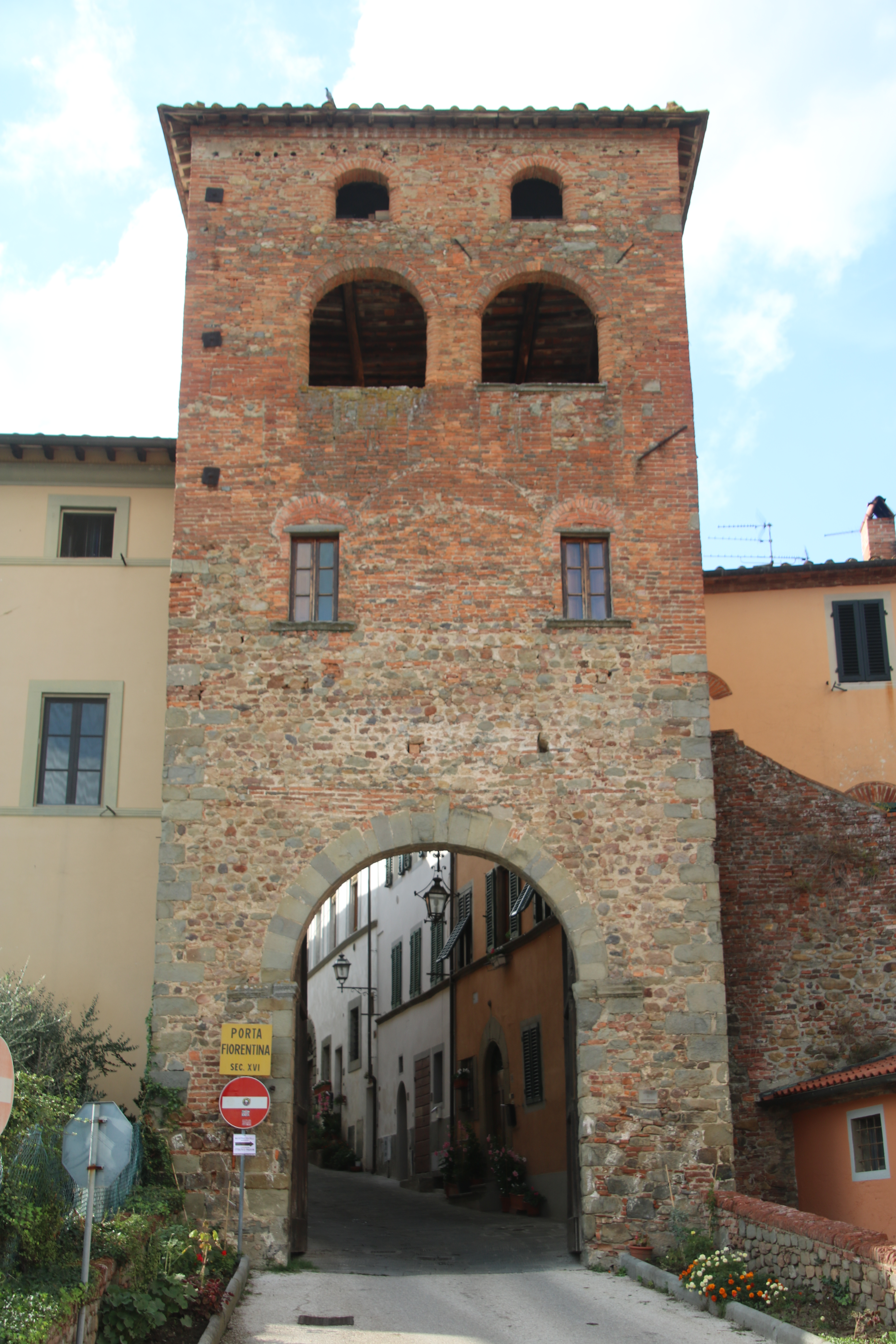
Porta Fiorentina